# NStB Weltrus - Kaldrup
Az NStB  Weltrus - Kladrup egy szerkocsisgőzmozdony-sorozat volt az osztrák-magyar k.k. Nördlichen Staatsbahn (NStB)-nál.
A négy mozdonyt a Bécsújhelyi Mozdonygyár építette 1846-ban. Ezek az akkori időben szokásos ferde hengerelrendezésűek voltak melyek a forgóváz szabad mozgását így nem akadályozták. A tölcséres ("stanicli") kémény fafűtésre utal.
Az NStB a mozdonyoknak a WELTRUS, CHOTZEN, RUMBURG,  KLADRUP neveket, valamint a 22-25 pályaszámokat adta. Amikor 1855-ben a StEG felvásárolta az NStB-t, a mozdonyokat átszámozta 58-61 pályaszámúra. 1873-ig valamennyi mozdonyt selejtezték.

## Fordítás
- Ez a szócikk részben vagy egészben  a   NStB – Weltrus bis Kladrup című német Wikipédia-szócikk fordításán alapul.  Az eredeti cikk szerkesztőit annak laptörténete sorolja fel. Ez a jelzés csupán a megfogalmazás eredetét és a szerzői jogokat jelzi, nem szolgál a cikkben szereplő információk forrásmegjelöléseként. Az eredeti szócikk forrásai szintén ott találhatóak.